# Лежан, Гийом
Гийо́м Лежа́н (фр. Guillaume Lejean; 1828—1871) — французский путешественник.

## Биография
Составил по поручению французского правительства 20 обширных карт Балканского полуострова. В Петермановских Mitteilungen Лежан напечатал Ethnographie der Europ. Türkei (1861, перев. на русск. яз., СПб, 1868). В 1860 году Лежан проехал по Белому Нилу до Гондокоро, составил первую хорошую карту Бахр-эль-Газаля и издал Voyages aux deux Nils (1863—1865). В 1862—1863 годах он был французским консулом в Абиссинии, о которой написал: Theodore II, le nouvel empire d’Abyssinie et les intérêts français (1865). В 1865—1867 годах он совершил путешествие по Малой Азии, Месопотамии и Индии до Кашмира. Ср. Cortambert, G. L. et ses voyages (1872).